# Старт (вестник)
Вижте пояснителната страница за други значения на Старт.
Старт е български илюстрован спортен седмичник, излизащ в София. редакцията му се е намирала на стадион "Васил Левски".
Първият брой на вестника е издаден на 8 юни 1971 година, като преди него излиза пробен (0) брой. Сред най-популярните рубрики във вестника е „За вашия албум“, която се публикува на последната страница и основно показва снимки на футболни отбори от цял свят.
До 1990 година това е единственото българско издание, систематично публикуващо фотографии на футболни отбори в рубриката „За вашия албум“ (понякога на цяла страница като постери) за колекциониране. Официално рубриката е обявена в бр. 21 от 6 октомври 1971 и започва с „Аякс“ Амстердам. Но на практика първият вестник с отбор отзад е брой 4, с ЦСКА като шампион от 06.07.71 г., с автографите на играчите на Манол Манолов. Интересен е брой 6 от 13.07.71 г. , с Левски - Спартак като втори в шампионата 1971 г. на последната страница. Снимката е с Гунди и Котков, които практически са починали преди това, за което вестника е обявил в брой 5 (на 1-ва страница). Вестникът публикува над 1000 футболни снимки в рубриката „За вашия албум“ през съществуването си.
Последният брой  (1456)  излиза  на  22 октомври 1996 година. След тази дата, до 1999 г. редакцията прави опит изданието да излиза като месечно списание, но след около 25 броя, фалира и начинанието се проваля. Последното списание е от 1999 г., с брой 1483.